# James Andreoni
James Raymond Andreoni (* 1959 in Beloit (Wisconsin)) ist ein US-amerikanischer Ökonom.

## Leben
Nach seinem B.S.-Abschluss in Wirtschaftswissenschaften an der University of Minnesota 1981, wechselte Andreoni an die University of Michigan. Dort erhielt er 1984 einen M.A.-Abschluss und wurde 1986 zum Ph.D. in Wirtschaftswissenschaften promoviert. Anschließend war er bis 1992 Assistenzprofessor, bis 1996 Associate Professor und schlussendlich bis 2006 ordentlicher Wirtschaftsprofessor an der University of Wisconsin–Madison. Seit 2006 ist Andreoni Professor an der University of California, San Diego und dort zudem Direktor des Economics Laboratory.
Andreoni, der sich insbesondere mit Experimenteller Wirtschaftsforschung im Kontext von Verhaltensökonomik, Spieltheorie und Wirtschaftstheorie beschäftigt, war von 2007 bis 2009 Präsident der Economic Science Association und ist seit 2013 Vizepräsident der Association for the Study of Generosity in Economics. Seit 2011 ist er sowohl gewählter Fellow der Econometric Society als auch der Society for the Advancement of Economic Theory. 1992 erhielt er von der Alfred P. Sloan Foundation ein Forschungsstipendium (Sloan Research Fellowship).
Andreoni bekleidete diverse Gastprofessuren im Ausland.